# Peter Kušnirák
Peter Kušnirák (Piešťany, 22 de maig de 1974) és un astrònom eslovac. És un prolífic descobridor d'asteroides i planetes menors. El 1999 va descobrir els planetes menors (21656) Knuth i (20256) Adolfneckař, els dos de la constel·lació d'Aquari. Ha treballat en nombrosos observatoris de la República Txeca. Va descobrir l'asteroide (26401) Sobotište l'any 1999.